# Rob Reiner
Rob Reiner (Nova York, 6 de març de 1947) és un actor i director de cinema nord-americà. Nasqué en una família jueva, els seus pares van ser l'actor i director de cinema Carl Reiner i Estelle Reiner, i és germà del director Lucas Reiner. Va començar la seva marxa artística en teatres i platós de televisió. És un especialista en comèdies. Es va divorciar de l'actriu Penny Marshall per casar-se amb la també actriu Michele Singer. És proper al budisme.

## Biografia

### Primers anys

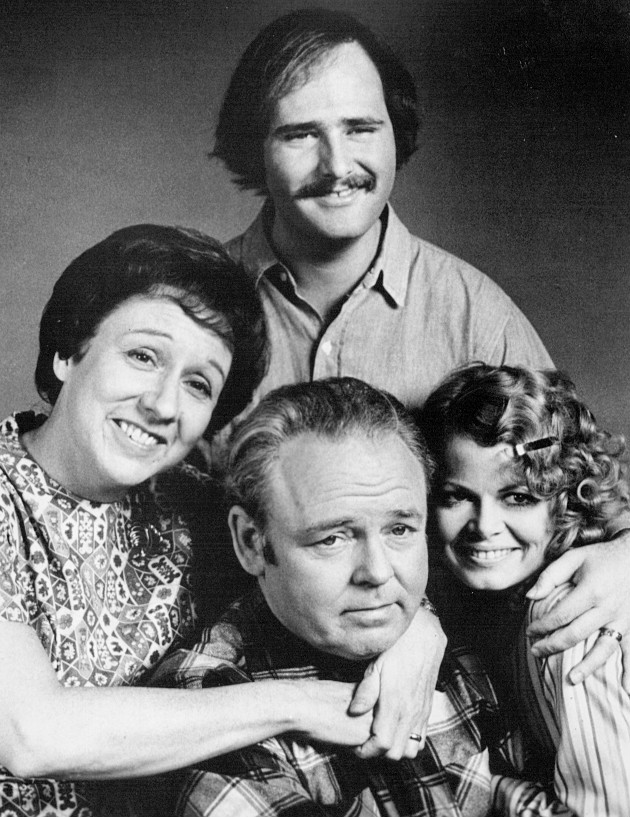
Rob Reiner (dempeus) amb l'elenc de la comèdia All in the family.

Va néixer en el si d'una família jueva, el 6 de març de 1947, al comtat de Bronx, Nova York. Fill de l'actor i director de cinema Carl Reiner i de l'actriu Estelle Reiner. Durant la seva infantesa va viure a New Rochelle, Nova York, en el número 48 del carrer Bonnie Meadow. Aquesta adreça guarda semblança amb l'adreça fictícia de la família Petries de la sèrie The Dick Van Dyke Show que va ser creada pel seu pare en la dècada de 1960 i la qual només canvia pel nom que és 148. En la seva última pel·lícula Flipped, la història es desenvolupa en la cantonada entre els carrers Bonnie Meadow i Renfrew Street.
Amb tretze anys es va traslladar al costat de la seva família a Califòrnia. Va estudiar en la secundària Beverly Hills High School on va ser company de Richard Dreyfuss, Bonnie Franklin i Albert Brooks. Després de la seva graduació va ingressar a la Universitat de Califòrnia a Los Angeles i es va apuntar a la carrera de Cinema. Té dos germans, Annie Reiner —poetisa, guionista i escriptora— i Lucas Reiner —pintor, actor i director.

### Carrera
Reiner va començar la seva carrera cinematogràfica com a guionista del programa de comèdia The Smothers Brothers Comedy Hour entre els anys 1968-69.
Després d'un recés laboral, va ser seleccionat per interpretar el paper de Michael Stivic —gendre liberal del protagonista Archie Búnquer— en la sèrie All in the Family, la qual va ser emesa en la dècada de 1970 i es va convertir al programa més vist de la televisió nord-americana entre 1971 i 1979. L'àlies que va adquirir en la sèrie, «Meathead», es va convertir en una referència de la cultura popular nord-americana.
Entre els seus films de més anomenada: The Sure Thing (1985), Compta amb mi (1986), La princesa promesa (1987), Quan en Harry va trobar la Sally (1989), Misery (1990) i Alguns homes bons (1992).
En un episodi de la sèrie South Park titulat "Butt Out", que tracta sobre la campanya contra el cigarret, se li va realitzar una paròdia. El seu personatge va ser representat com algú egoista, amb mal temperament, obès i sempre amb menjar en la seva boca i mans. En el transcurs de l'episodi, el seu personatge lluita contra el tabaquisme i mentre exhibeix els danys potencials que causa el cigarret té un major desig de menjar, la qual cosa el porta a un estat de nerviosisme molt proper al que li doni un infart.
Va estar casat amb l'actriu Penny Marshall de la qual es va divorciar, i actualment està casat amb la també actriu Michele Singer amb la qual té 3 fills.

## Filmografia
| Any       | Títol                                        | Personatge                      | Notes |
| --------- | -------------------------------------------- | ------------------------------- | --- |
| 1970      | Aules rebels (Halls of Anger)                | Leaky Couloris                  | |
| 1971-1978 | All in the Family                            | Michael Stivic                  | Sèrie de televisió: 184 episodis1974 Primetime Emmy al millor actor secundari en sèrie còmica 1978 Primetime Emmy al millor actor secundari en sèrie còmica |
| 1977      | Fire Surt                                    | Russel Fikus                    | |
| 1979      | The Jerk                                     | Chofer de camió                 | Actuació no acreditada |
| 1984      | This Is Spinal Tap                           | Marty DiBergi                   | També va ser director de la pel·lícula. |
| 1985      | The Sure Thing                               | Director                        | |
| 1986      | Compta amb mi                                | Director                        | Nominat - Globus d'Or al millor director Nominat - Premi del Sindicat de Directors a la millor direcció                                                     |
| 1987      | La princesa promesa                          | Director i productor            | |
| 1989      | Quan en Harry va trobar la Sally             | Director                        | Nominat - Globus d'Or al millor director Nominat - Premi del Sindicat de Directors a la millor direcció                                                     |
| 1990      | Misery                                       | Director i productor            | |
| 1992      | Alguns homes bons                            | Director i productor            | Nominat - Globus d'Or al millor director Nominat - Oscar a la millor pel·lícula Nominat - Premi del Sindicat de Directors a la millor direcció              |
| 1992      | Alguna cosa per recordar                     | Jay                             | |
| 1994      | Un noi anomenat North (North)                | Director i productor            | |
| 1995      | El president i Miss Wade                     | Director i productor            | |
| 1996      | Fantasmes del passat (Ghosts of Mississippi) | Director i productor            | |
| 1999      | EDtv                                         | Sr. Whitaker                    | |
| 1999      | La nostra història (The Story of Us)         | Stan                            | També va dirigir la pel·lícula. |
| 2003      | Dickie Roberts: Former Child Star            | Cameo                           | |
| 2003      | Alex & Emma                                  | Director, productor i cameo     | |
| 2005      | Diuen per aquí...                            | Director                        | |
| 2007      | O ara o mai                                  | Director                        | |
| 2009      | Hannah Montana                               | Cameo                           | Sèrie de televisió: 1 episodi - You Gotta Lose This Job |
| 2009      | Wizards of Waverly Place                     | Cameo                           | Sèrie de televisió: 1 episodi - Future Harper |
| 2010      | Flipped                                      | Productor, director i guionista | |
| 2013      | The Wolf of Wall Street                      | Max Belfort                     | |
| 2014      | And Down It Goes                             | Director                        | |